# Fight for Your Mind
Fight for Your Mind – album studyjny amerykańskiego muzyka Bena Harpera wydany w 1995 roku.

## Lista utworów
1. Oppression – 2:58
2. Ground on Down - 4:52
3. Another Lonely Day - 3:43
4. Please Me Like You Want To - 4:56
5. Gold to Me - 4:59
6. Burn One Down - 3:31
7. Excuse Me Mr. - 5:24
8. People Lead - 4:14
9. Fight for Your Mind - 4:06
10. Give a Man a Home - 3:35
11. By My Side - 3:33
12. Power of the Gospel - 6:01
13. God Fearing Man - 11:48
14. One Road to Freedom - 4:17